# Joseph Avenol

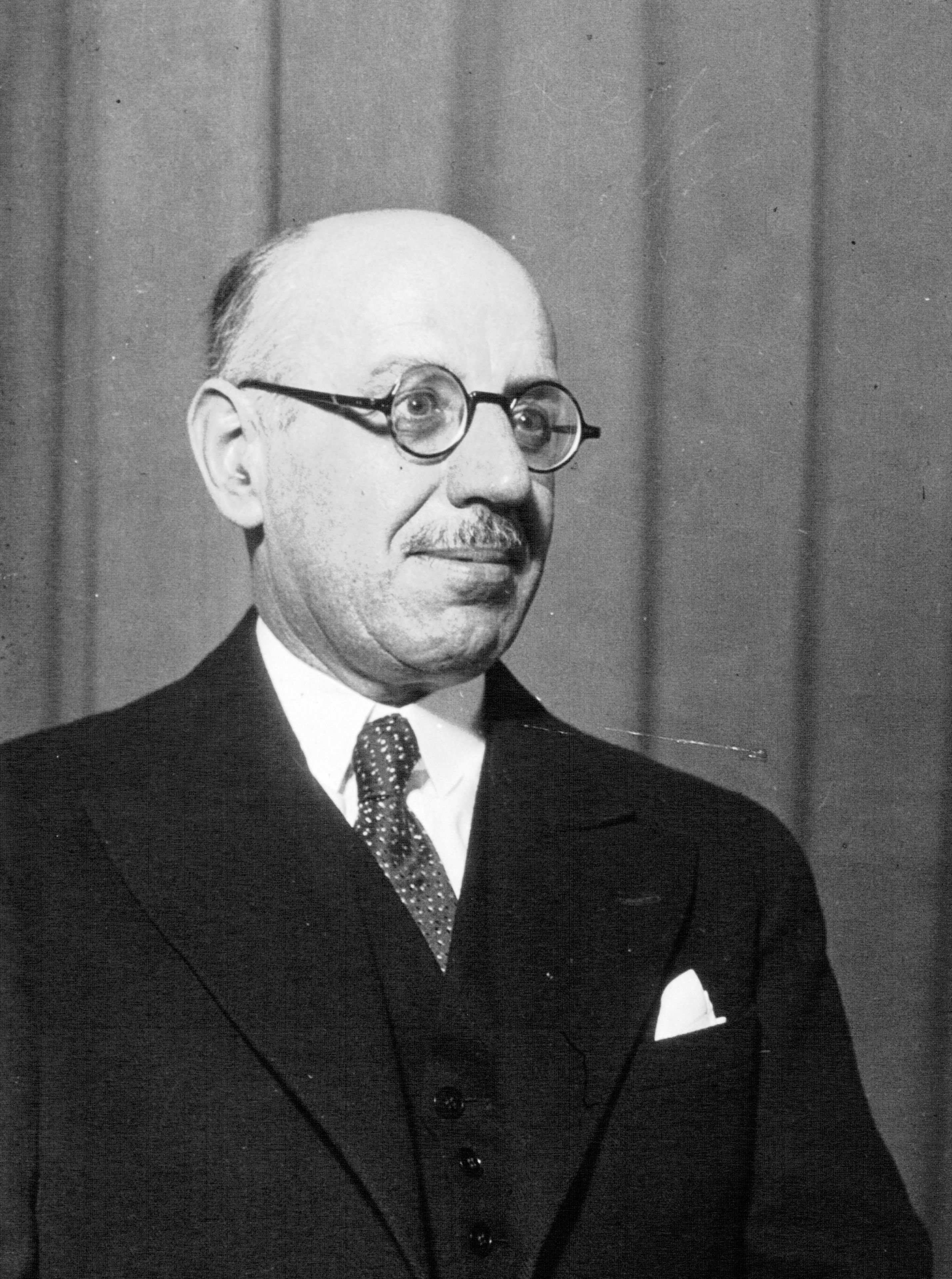
Joseph Avenol (1932)

Joseph Louis Anne Avenol (* 9. Juni 1879 in Melle, Frankreich; † 2. September 1952 in Duillier, Schweiz) war ein französischer Politiker und Diplomat. Er war von 1933 bis 1940 Generalsekretär des Völkerbundes. Avenol sah sich wegen seiner Politik, die teilweise eher den vermeintlichen Interessen seiner Heimat Frankreich denn denen des Genfer Bundes zu dienen bestimmt war, oft starker Kritik ausgesetzt. Zudem wird ihm eine zu große Nähe zu den Achsenmächten und dem Vichy-Regime vorgeworfen.

## Leben

### Aufstieg
Avenol, der aus einer bürgerlichen katholischen Familie stammte, arbeitete seit 1905 als Finanzinspektor für das französische Finanzministerium und erhielt 1910 den begehrten Posten als Generalinspektor der Finanzen. Während des Ersten Weltkriegs war er ab 1916 Delegierter für Finanzfragen bei der französischen Botschaft in London. Zugleich diente er als Repräsentant Frankreichs im Inter-Allied Food Council sowie in der Inter-Allied Commission for Reconstruction. Nach dem Kriegsende wurde er 1919 in den ständigen Ausschuss des Supreme Economic Council entsandt. Nach dem Friedensvertrag mit Deutschland wurde er Mitglied der Wirtschafts- und Finanzorganisation des Völkerbundes und vertrat Frankreich auf mehreren internationalen Konferenzen. 1922 wurde er als Finanzexperte zum Völkerbund nach Genf entsandt und wurde Anfang 1923 ohne größere politische Erfahrung als Nachfolger Jean Monnets stellvertretender Generalsekretär des Völkerbundes, um in dieser Funktion die Finanzen der Organisation zu kontrollieren. Er spielte eine größere Rolle beim ökonomischen Wiederaufbau Mittel- und Osteuropas und wurde 1928/29 auch in einer Mission nach China entsandt.
Im Jahr 1932 zeichnete sich ab, dass der seit der Gründung des Genfer Bundes amtierende Generalsekretär, der Schotte Eric Drummond, nicht mehr für eine Verlängerung seiner Amtszeit kandidieren wollte. Obwohl Drummond bei den kleineren neutralen Mitgliedern nach einem Nachfolger suchte, um Avenol zu verhindern, konnte Frankreich dessen Wahl durchsetzen. Dies gelang zum einen wegen einer Geheimabsprache im Jahr 1920 zwischen London und Paris, die im Austausch für die Unterstützung der Kandidatur Drummonds in diesem Jahr einen Franzosen als dessen Nachfolger festsetzte. Zum anderen sicherte sich Avenol der Unterstützung der vier anderen Großmächte, die zu diesem Zeitpunkt Mitglied des Völkerbundes waren, indem er zusagte, vier der fünf wichtigsten Posten in der Verwaltung des Bundes mit Beamten aus Italien, Japan, dem Vereinigten Königreich und Deutschland zu besetzen.

### Generalsekretär des Völkerbundes
Avenol übernahm das Amt zu einem Zeitpunkt, in dem der Völkerbund stark unter Druck stand. Wenige Monate zuvor war Japan wegen der Verurteilung der japanischen Invasion Nord-Chinas während der Mandschurei-Krise durch die Genfer Liga ausgetreten, während sich in Deutschland das völkerbundfeindliche Nazi-Regime durchsetzte und ebenfalls – innerhalb eines halben Jahres nach Avenols Amtsantritt – den Austritt aus der Liga erklären sollte.
Während der Krise in der Mandschurei zeigte sich erstmals die weitestgehende Machtlosigkeit des Völkerbundes, gegen Verstöße gegen seine Grundsätze wirksame Maßnahmen zu ergreifen. Dieser Eindruck der Machtlosigkeit wurde später durch Avenols Unfähig- und Unwilligkeit, die Rechte der Bundes und seiner Mitglieder zu schützen, bekräftigt.
Dies zeigte sich erstmals zu Beginn des Krieges Italiens gegen das Kaiserreich Abessinien (das heutige Äthiopien), beides Mitglieder des Völkerbundes, 1935, als Avenol versuchte, den Völkerbund offiziell neutral zu halten. Er zeigte sich aber der Errichtung eines italienischen Protektorats über Äthiopien gegenüber offen, offiziell, weil das ostafrikanische Kaiserreich die Sklaverei noch tolerierte, tatsächlich aber, weil er einen Völkerbundaustritt Italiens nach dem Vorbild Japans und Deutschlands fürchtete und er Italien als möglichen Verbündeten Frankreichs nicht isolieren sowie zu den Deutschen treiben wollte. Erst starke Proteste der kleineren Völkerbundmitglieder, an deren Spitze sich die UdSSR setzte, führten zu zaghaften und letztlich wirkungslosen wirtschaftlichen Sanktionen. Mit der Annexion Äthiopiens durch Italien im Sommer 1936 verlor der Völkerbund seine letzte moralische Autorität. Der Austritt Italiens erfolgte trotzdem Ende 1937.
Später sorgte Avenol dafür, dass der Völkerbund auf die Annexion Österreichs durch das Deutsche Reich lediglich mit der Streichung Österreichs von der Mitgliederliste sowie der Entlassung österreichischer Völkerbundmitarbeiter reagierte. Der deutsche Angriff auf Polen sowie auf das Mandatsgebiet Danzig wurden hingenommen und nicht einmal offiziell von den Gremien des Bundes behandelt.

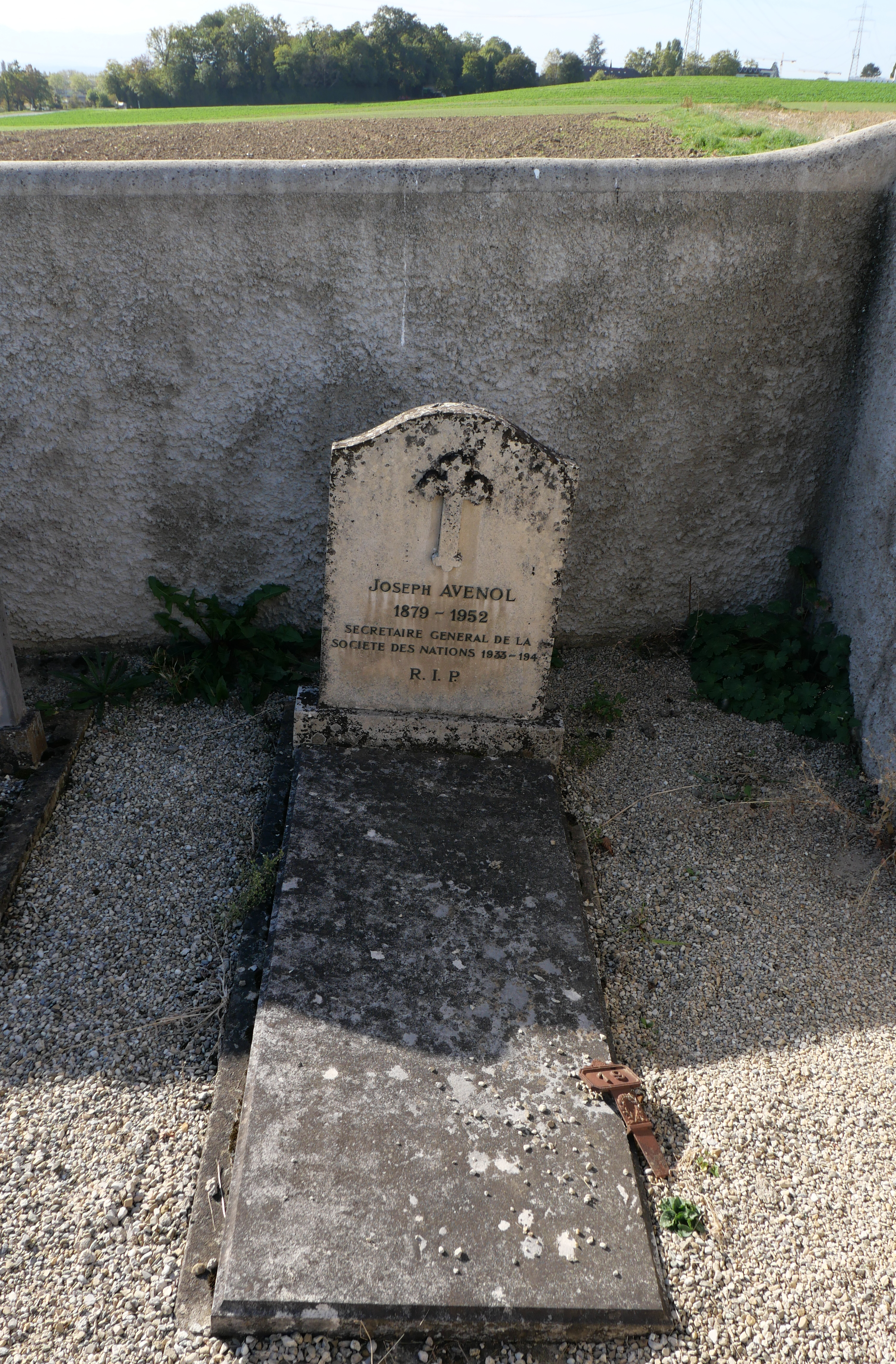
Avenols Grab in Duillier

Noch vor dem Sieg der deutschen Wehrmacht in Frankreich begann Avenol, massiv Personal zu entlassen; unmittelbar nach dem Waffenstillstand vom 22. Juni 1940 entließ er die restlichen britischen Mitarbeiter des Bundes und richtete eine Ergebenheitsadresse an das Vichy-Regime unter Henri Philippe Pétain, dem er seinen Rücktritt anbot.

### Rücktritt und Tod
Avenol blieb nach der Niederlage Frankreichs im Westfeldzug noch bis Ende August 1940 im Amt, das er in seinem Rücktrittsgesuch als überholt und nunmehr nicht mehr benötigt beschrieb. Er gab zudem an, dass sein späterer Nachfolger, der Ire Seán Lester, den Völkerbund bereits seit Ende Juli 1940 faktisch leitete. Avenol ging nach seinem Rücktritt nach Vichy, um sich dem dortigen Regime anzudienen.
Silvester 1943 musste er jedoch aus Furcht vor einer Verhaftung durch deutsche Truppen zurück in die Schweiz fliehen. Als Kollaborateur konnte er nach Ende der deutschen Besatzung nicht nach Frankreich heimkehren, sondern verblieb im Schweizer Exil, wo er im April 1946 die Selbstauflösung der Genfer Liga erlebte. Avenol starb schließlich am 2. September 1952 an einem Herzinfarkt.

## Veröffentlichungen
- zusammen mit Jan Christiaan Smuts: Die Zukunft des Völkerbundes. Rundfunkbotschaften gesprochen über den Völkerbundsender „Radio Nations“. SdN, Genf 1938.